# Castel·lans
Els castel·lans (grec antic: Καστελλανοὶ) és un suposat poble iber de la Tarraconense al sud dels Pirineus. Solament apareix citat a la Geographia de Claudi Ptolemeu, del segle ii dC, qui en diu que es trobaven entre els Ausetans i els iacetans i n'esmenta quatre poblacions, Σεβένδουνον ('Sebéndunon'), Βάσσι o Βάσι ('Bássi'), Ἐγῶσα ('Egósa') i Βέσηδα ('Béseda' o 'Véseda').
La localització dels dits castel·lans no és clara, principalment perquè Ptolemeu situa malament força pobles i poblacions i no és gaire precís. En general, els filòlegs i historiadors solen identificar Sebendunon amb Besalú i Bassi amb la Vall d'en Bas; això, juntament amb el fet que de la lectura de Ptolemeu es dedueix que es troben pròxims als ausetans, al nord dels laietans i a ponent dels indigets, porta els historiadors a situar-los a la zona del Ripollès i la Garrotxa. No obstant això, la marginalitat de referències que té aquest poble i la seva imprecisió porten a pensar que es pugui tractar d'un error de comprensió de Ptolemeu i que no existís tal poble o no portés aquest nom (cal recordar que l'epigrafia, una font força més fiable, porta a pensar que aquella comarca la poblaven els olositans). D'altra banda, hi ha hagut propostes d'identificar Egosa amb Gósol, però també que, per un error de copista, a l'original hi digués Ἐγάρα i calgui situar els castel·lans al Vallès.